# Statista (sito web)
Statista è un sito web tedesco per la statistica, che rende disponibili dati raccolti da istituzioni che si occupano di ricerca, di mercato e di opinioni, così come statistiche riguardanti l'ambito economico e statale. L'azienda afferma che sulla sua piattaforma sono presenti statistiche riguardanti più di 80.000 temi e provenienti da più di 22.500 fonti.
Nel 2019 l'azienda e il relativo sito web sono stati comprati dalla Ströer.

## Storia
Statista venne fondata come startup da due giovani imprenditori di Amburgo e impegna in tutto il mondo più di 700 persone, esperti di dati, redattori e statistici.
Il sito è accessibile a partire da maggio 2008. Accanto all'offerta in lingua tedesca, a partire da settembre 2011 Statista offre i suoi dati anche in lingua inglese e dispone di una filiale a New York.
Tra i partner dell'azienda si annovera l'Istituto Tedesco per la Ricerca Economica, l'Istituto di demoscopia di Allensbach, il EHI Retail Institute, l'ufficio di credito Creditreform e il gruppo editoriale Handelsblatt.
Secondo la Homepage nel 2008 Statista venne eletta startup dell'anno e al settimo anno è una delle vincitrici della competizione per aziende startup “Enable to Start” organizzata dal Financial Times Deutschland. Nel 2010 l'azienda venne nominata “Luogo scelto 2010” nell'ambito dell'iniziativa “Germania Paese delle Idee”. Inoltre nel 2010 ottenne il premio europeo Red Herring. Nel 2012 Statista venne nominata per il Premio Fondatori tedesco nella categoria “Aufsteiger” (arrampicatore sociale).
Nel 2020 Statista annunciò di aver intenzione di introdurre un database di dati aziendali, entrando in diretta competizione con la ben più potente azienda Bloomberg e il relativo database generale.
Nel 2022 Statista conta 2.000.000 clienti registrati, più di un milione di statistiche, oltre 31 milioni di visite al mese e più di 170 aziende collaboratrici.

## Caratteristiche
Statista offre statistiche e risultati di questionari in forma di grafici lineari, istogrammi e tabelle.
La concessione di dati da parte dell'azienda avviene per la maggior parte dietro pagamento, mentre solo una piccola parte delle statistiche è accessibile gratuitamente.
L'obbligo di pagamento dei dati è motivato dal fatto che si tratta di dati decisivi, la cui ricerca e rielaborazione richiede tempo e costi. Per l'utilizzo sia di dati soggetti a spese che di dati gratuiti è necessaria una registrazione in qualità di utente.
Lo scopo della piattaforma è quello di mettere a disposizione dati quantitativi ad aziende clienti, così come a studiosi e ricercatori. Tra questi si trovano dati riguardanti pubblicità, comportamenti d'acquisto i singoli rami economici. Questi sono ordinabili sotto categorie come commercio online & spedizione, mass media & marketing, società.
Infine l'azienda offre ai propri clienti la possibilità di usufruire di un servizio di ricerca e analisi dei dati personalizzato a seconda delle esigenze.

### Infografiche
Dalla fine del 2011 Statista realizza gratuitamente infografiche riguardanti principalmente temi sui nuovi multimedia, come Smart Devices, internet mobile e Social media. I grafici appaiono costantemente nei notiziari come lo Spiegel Online o il Wirtschaftswoche (settimana economica) e vengono utilizzati da siti hi-tech quali Winfuture, ZDNet e Chip.